# Натчез (народ)

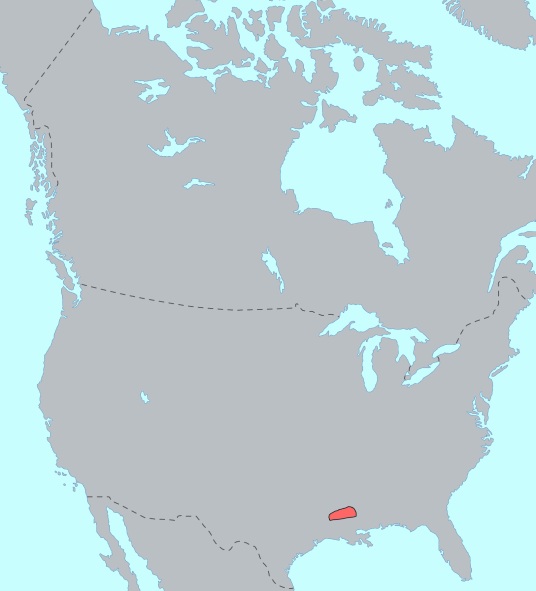
Регіон розселення народу натчез на сучасній карті США

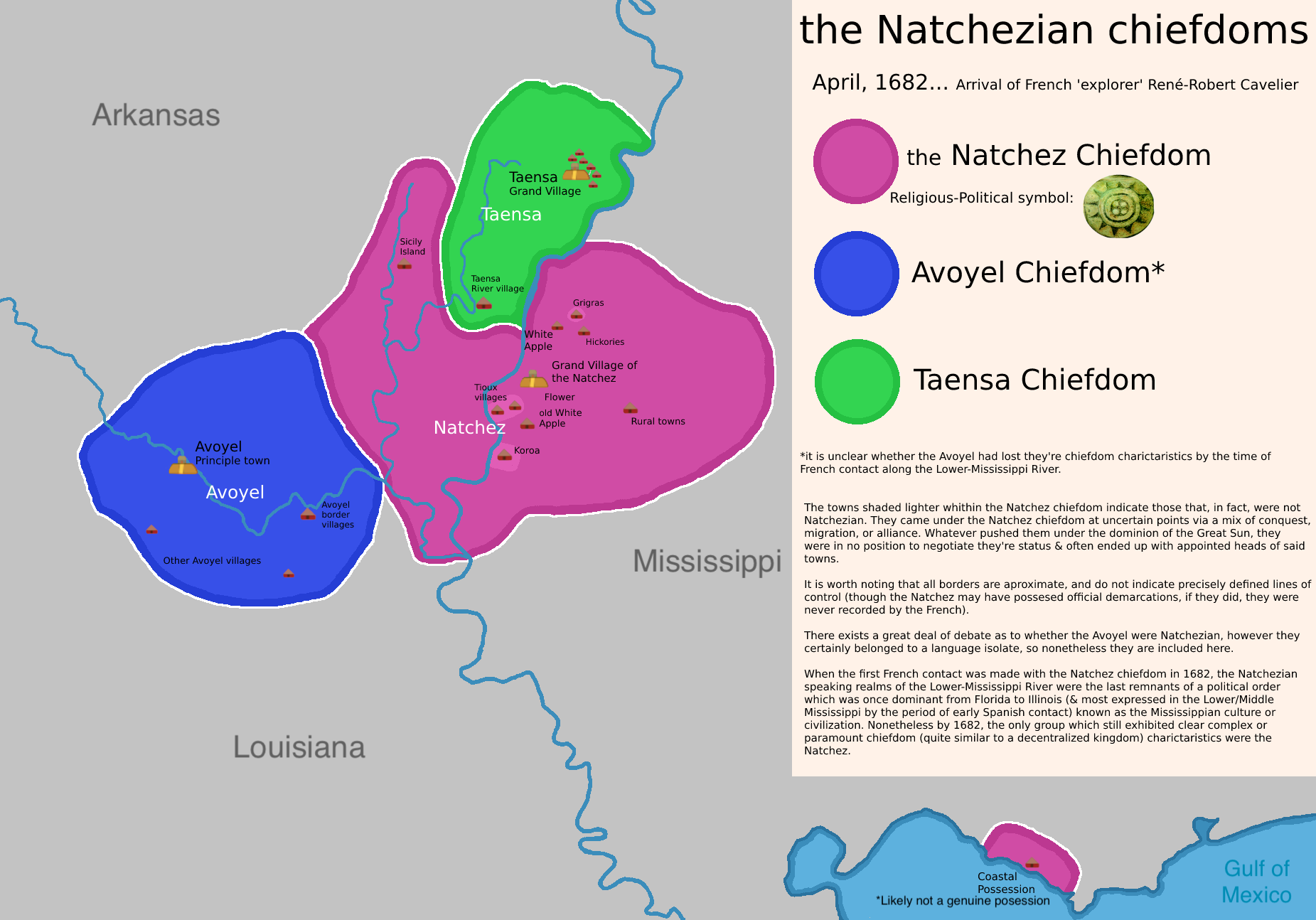
Карта розселення племінних союзів народу натчез та їхніх вождів у 1682 році

Натчез (англ. Natchez) — індіанське плем'я, корінний американський народ Південно-східного Вудленду, який спочатку проживав у районі Натчез-Блаффс у Нижній долині Міссісіпі, поблизу сучасного міста Натчез, штат Міссісіпі. Вони розмовляють мовою, яка не має близьких родичів, хоча вона може бути дуже віддалено спорідненою з Мускозькими мовами Конфедерації Криків. Ранній американський географ зазначив у своєму географічному журналі 1797 року, що вони були також відомі як «індіанці заходу сонця».
Натчез відомі серед місцевих індіанських народів як єдина міссісіпська культура зі складними характеристиками вождів та складним рівнем соціальної ієрархії з використанням вождівства, яка зберіглася протягом тривалого періоду європейської колонізації. Інші міссісіпські суспільства на південному сході загалом зазнали важливих перетворень невдовзі після контакту з Іспанською імперією чи іншими поселенцями-колоністами з-за океану. Натчез також відомий тим, що мали незвичайну соціальну систему шляхти і практики екзогамних шлюбів. Це було суворо матрилінійне споріднене суспільство з походженням, яке відстежувалося по жіночій лінії. Головний вождь на ім'я Велике Сонце завжди був сином Жінки-Сонця, чия дочка мала стати матір'ю наступного Великого Сонця. Це гарантувало, що вождівство залишалося під контролем єдиної лінії Сонця. Етнологи не дійшли єдиної думки щодо того, як спочатку функціонувала соціальна система Натчез, і ця тема досі залишається суперечливою.
У 1731 році після кількох воєн з французами натчез зазнали поразки. Більшість полонених, що вижили, були відправлені в Сан-Домінго і продані в рабство; інші знайшли притулок в інших племенах, таких як маскогські чикасо і крики та ірокезомовні черокі. Сьогодні більшість сімей і громад натчез знаходяться в Оклахомі, де члени Натчез належать до федерально визнаних націй черокі та маскогі (крики) в Оклахомі. На початку XXI століття плем'я Едісто Натчез-Куссо, серед іншого, було визнано штатом Південна Кароліна як нащадки невеликої групи натчез, які оселилися в штаті протягом XVIII століття, але наразі ці організації не мають федерального визнання Бюро у справах індіанців.